# Harry Hooper (Fußballspieler, 1933)
Harold „Harry“ Hooper (* 14. Juni 1933 in Pittington; † 26. August 2020) war ein englischer Fußballspieler. Als torgefährlicher und schneller Flügelspieler war er in jungen Jahren im erweiterten Fokus der englischen Nationalmannschaft und Teil des Kaders für die WM 1954 in der Schweiz. Zu seinen Profistationen zählten West Ham United, die Wolverhampton Wanderers, Birmingham City sowie der AFC Sunderland.

## Sportlicher Werdegang
Der ursprünglich aus dem nordostenglischen County Durham stammende Hooper schloss sich als Jugendlicher West Ham United in London an. Dorthin hatte es seinen Vater als Kotrainer verschlagen und dieser den Sprössling „mitgenommen“. Im Alter von gerade einmal 17 Jahren debütierte der Neuling für den damaligen Zweitligisten im Februar 1951 gegen den FC Barnsley (4:2). Einen Stammplatz auf der rechten Offensivseite eroberte er sich im Verlauf der Saison 1953/54 und mit seiner Torgefährlichkeit spielte er sich (obwohl nicht in der höchsten englischen Spielklasse agierend) schnell in den Fokus englischer Auswahlmannschaften. Am 3. März 1954 schoss er bei seinem Debüt für die B-Mannschaft ein Tor zum 1:1 gegen das schottische Pendant. Kurze Zeit später wurde er in den Kader des A-Nationalteams für die anstehende WM 1954 in der Schweiz nominiert, aber als Ersatzmann war er nicht vor Ort und stand in der Heimat nur „auf Abruf“. Zur Mitte der 1950er-Jahre wurde offensichtlich, dass Hooper eine Laufbahn in der First Division winkte. Bis März 1956 war Hooper bei den „Hammers“ zum Schlüsselspieler geworden und während der Saison 1955/56 hatte er 15 Treffer erzielt, darunter im Oktober 1955 ein Hattrick gegen die Doncaster Rovers. Da der Aufstieg deutlich außer Reichweite blieb, zog es ihn letztlich zu den Wolverhampton Wanderers. West Ham hatte für die Ablösesumme von 25.000 Pfund einen unmittelbaren Verwendungszweck und erstand von der St Edward’s School ein Grundstück, das später für den Hauptparkplatz vor dem Heimstadion Upton Park verwendet wurde.
Wolverhamptons Trainer Stan Cullis sah in Hooper den idealen Nachfolger für den in die Jahre gekommenen Johnny Hancocks. Mit Schnelligkeit, direkter Spielweise, Beidfüßigkeit und der Fähigkeit, auf beiden Außenseiten zu agieren, wurde er schnell zum Stammspieler und in einer Angriffsreihe mit Jimmy Mullen, Jimmy Murray, Peter Broadbent und Bobby Mason war er mit 19 Treffern aus 39 Ligaspielen bester Torschütze in der Mannschaft. Überraschenderweise verließ Hooper den Klub bereits im Dezember 1957 wieder, da Cullis unzufrieden mit der mangelnden taktischen Unterordnung des Neuzugangs gewesen war. Nächste Station war der Lokalrivale und Erstligakonkurrent Birmingham City.
In den knapp drei Jahren für die „Blues“ gelangen ihm 34 Tore in 105 Ligapartien, dazu fünf Treffer im Messepokal, der von 1958 bis 1960 ausgetragen wurde. Den Höhepunkt stellten für ihn diesbezüglich die beiden Finalspiele gegen den CF Barcelona dar. Nach einem 0:0 im Hinspiel in Birmingham markierte er im Rückspiel in Camp Nou den Ehrentreffer zum 1:4. Im September 1960 heuerte Hooper danach beim Zweitligisten AFC Sunderland an, was für ihn gleichzeitig eine Rückkehr in die Heimatregion war. Nach 65 Einsätzen in der Second Division für die „Black Cats“ ließ Hooper im weiteren Verlauf der 1960er-Jahre seine Laufbahn im „Non-League-Fußball“ bei Kettering Town, Dunstable Town und Heanor Town ausklingen.